# Museu de Arqueologia de Piatra Neamț

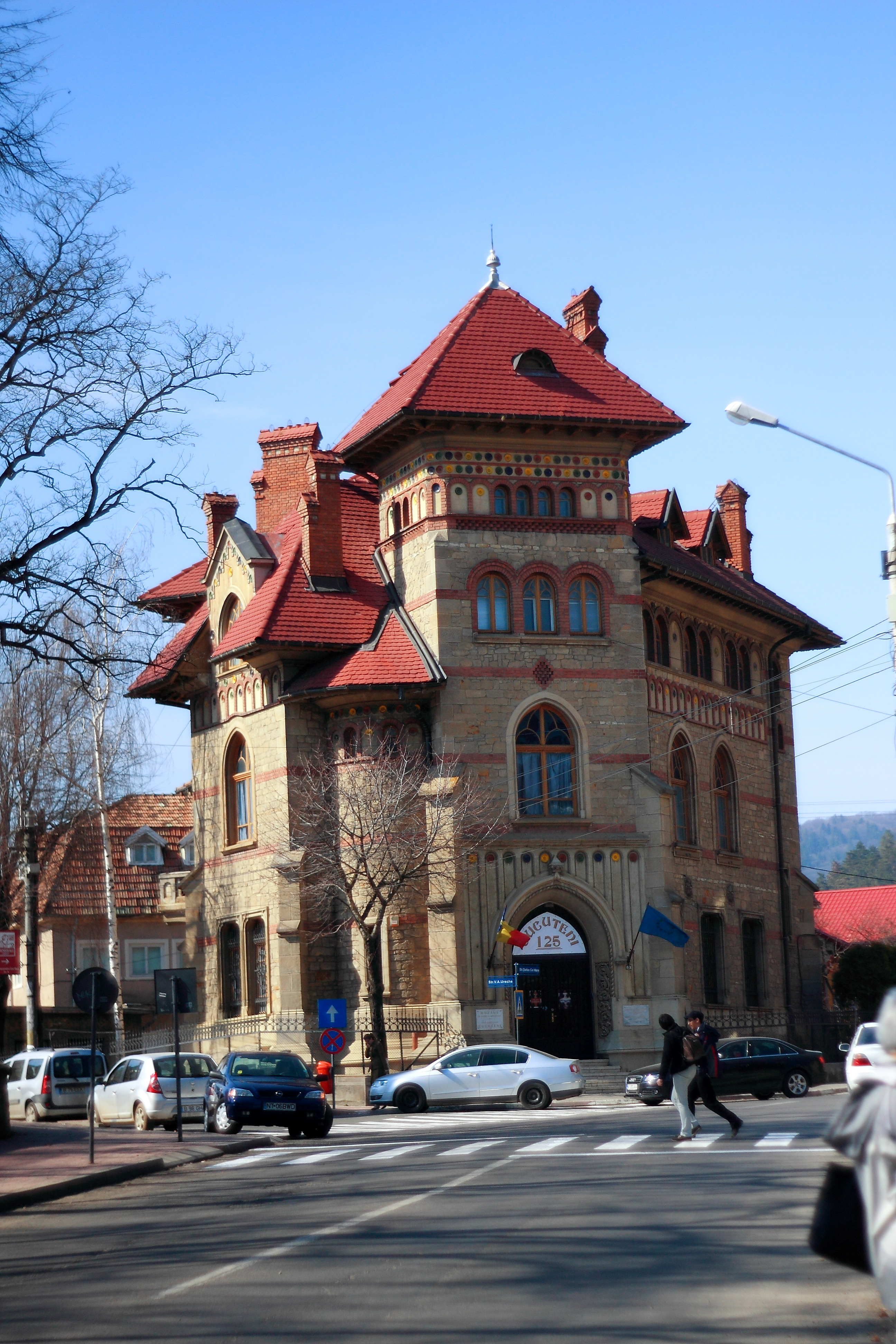
Museu Cucuteni

O Museu de História e Arqueologia em Piatra Neamţ, Roménia, foi fundado no início do século XX por Constantin Matasă, ministro e arqueólogo amador.
O museu abriga o mais importante acervo de artefactos da cultura Cucuteni e é a sede do Centro de Pesquisas Cucuteni . A famosa peça Hora de la Frumuşica ("A Dança Frumuşica", o símbolo da cultura Cucuteni), pode ser encontrada no site do museu.